# Tempio funerario di Hatshepsut
Il tempio funerario di Hatshepsut, noto anche come Djeser-Djeseru ("Santo fra i Santi"), è un tempio situato sotto le scogliere di Deir el-Bahari, sulla riva occidentale del Nilo, vicino alla Valle dei Re in Egitto. L’edificio è una ricostruzione ottocentesca del tempio funerario dedicato alla divinità solare Amon-Ra, e si trova vicino al tempio di Mentuhotep II, entrambi serviti come fonte di ispirazione e, in seguito, come fonte di materiale edilizio. È considerato uno degli "incomparabili monumenti dell'antico Egitto". Il tempio fu il luogo in cui il 17 novembre 1997 avvenne il massacro di 62 persone, soprattutto turisti svizzeri e giapponesi, per mano di estremisti islamici.

## Architettura

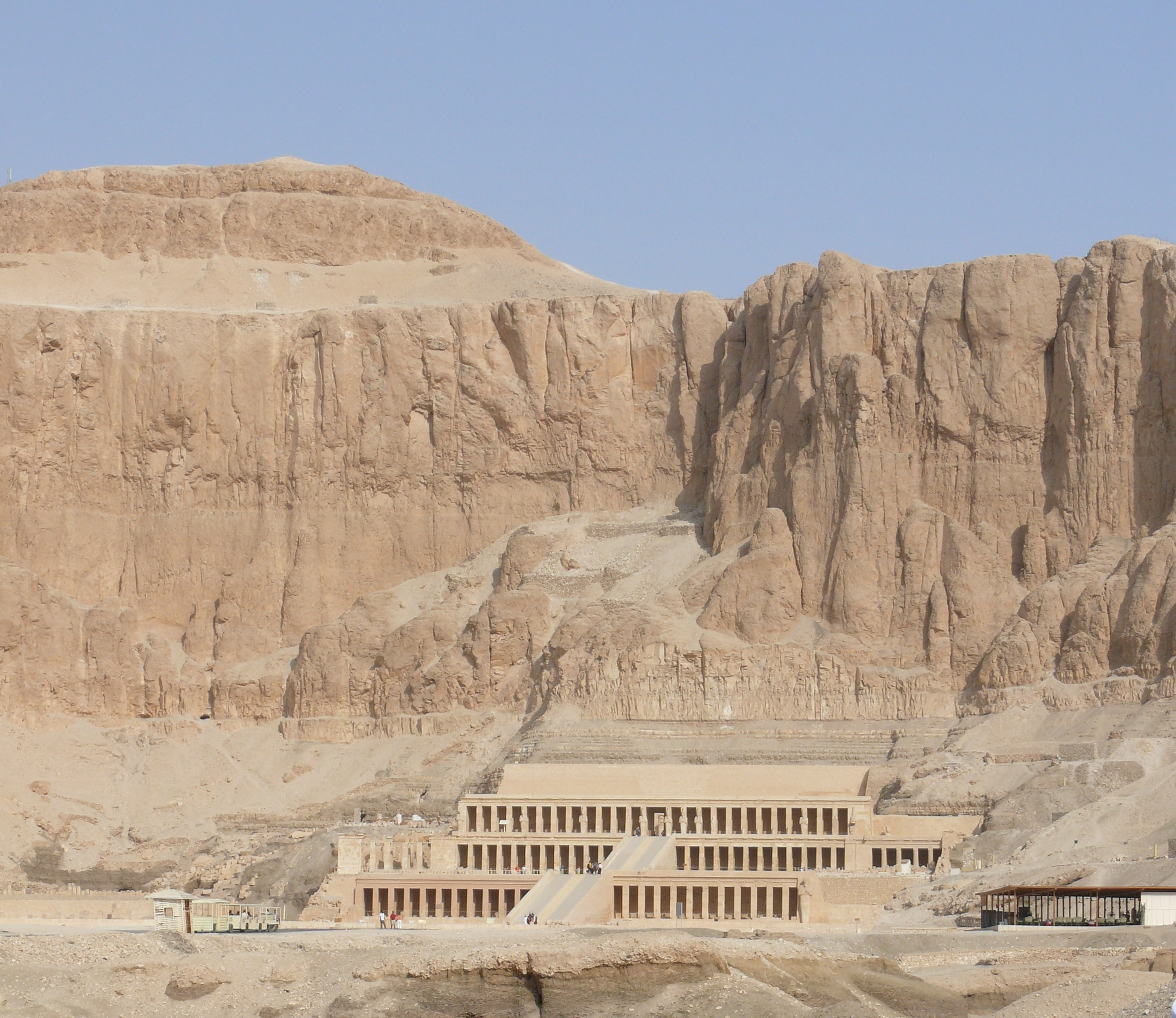
Tempio di Hatshepsut

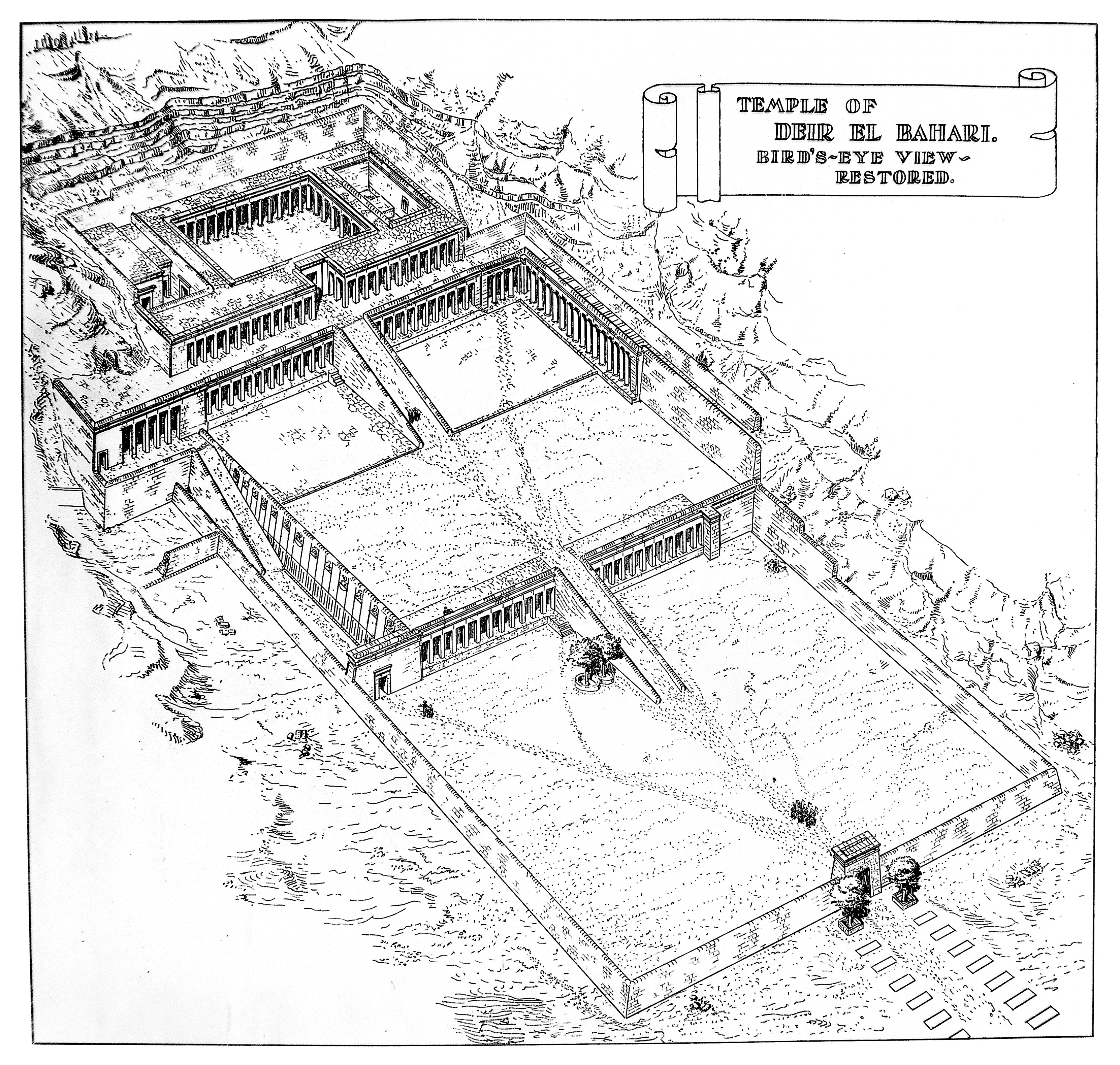
Disegno del tempio

Il cancelliere di Hatshepsut, architetto reale e forse amante Senenmut supervisionò la costruzione e probabilmente progettò il tempio. Nonostante il vicino e più antico tempio di Mentuhotep sia stato utilizzato come modello, le due strutture sono diverse per molti aspetti. Nel tempio di Hatshepsut vi era una lunga terrazza colonnata che diverge dalla struttura centralizzata del tempio di Mentuhotep, un'anomalia che potrebbe essere stata causata dalla posizione decentrata della camera funeraria. Vi sono tre livelli di terrazze per un'altezza totale di 35 metri. Ogni livello è formato da una doppia fila di colonne quadrate, con l'eccezione dell'angolo nordoccidentale della terrazza centrale, che usa colonne protodoriche per ospitare la cappella. Queste terrazze sono collegate tra loro tramite lunghe rampe un tempo circondate da giardini con piante esotiche, tra cui alberi di franchincenso e mirra. La struttura a livelli del tempio di Hatshepsut corrisponde alla classica forma tebana, che utilizza piloni, corti, ipostili, corti solari, cappelle e santuari.
L'area di Deir el-Bahari era luogo sacro alla dea Hathor e per questo motivo all'estremità sud del secondo colonnato vi è una cappella dedicata alla divinità. La costruzione è costituita da due sale ipostile con pilastri e da un santuario profondo scavato nella roccia preceduto da un vestibolo e dalla stanza per la barca sacra. La dea Hathor è raffigurata spesso come giovenca che esce dalla montagna con la funzione di accogliere i morti.
All'estremità opposta (estremità nord) è presente una seconda cappella dedicata ad Anubi, più piccola rispetto a quella dedicata ad Hathor. 
La terrazza superiore è costituita da un portico con 24 statue osiriache della regina (Hatshepsut viene in questo caso ritratta come un uomo) e dall'entrata al santuario principale.
Quest'ultimo era composto da tre stanze che si succedevano: la prima era la sala della barca, la più grande, che aveva 6 nicchie nelle pareti nord e sud. Da tre gradini si accedeva alla sala della statua di culto (di Amon) e a metà delle due pareti laterali si aprivano due piccoli stretti ambienti per la grande enneade heliopolitana. L'ultima stanza era la sala per la tavola delle offerte dove venivano fatte offerte solo ad Hatshepsut. Il santuario venne successivamente ampliato come luogo di culto di due architetti (Amenofi figlio di Apu e Imhotep) mentre la corte dell'ultimo terrazzo fu usata come sanatoio.
Il tempio funerario doveva avere anche un tempio a valle che però non è stato ancora trovato.

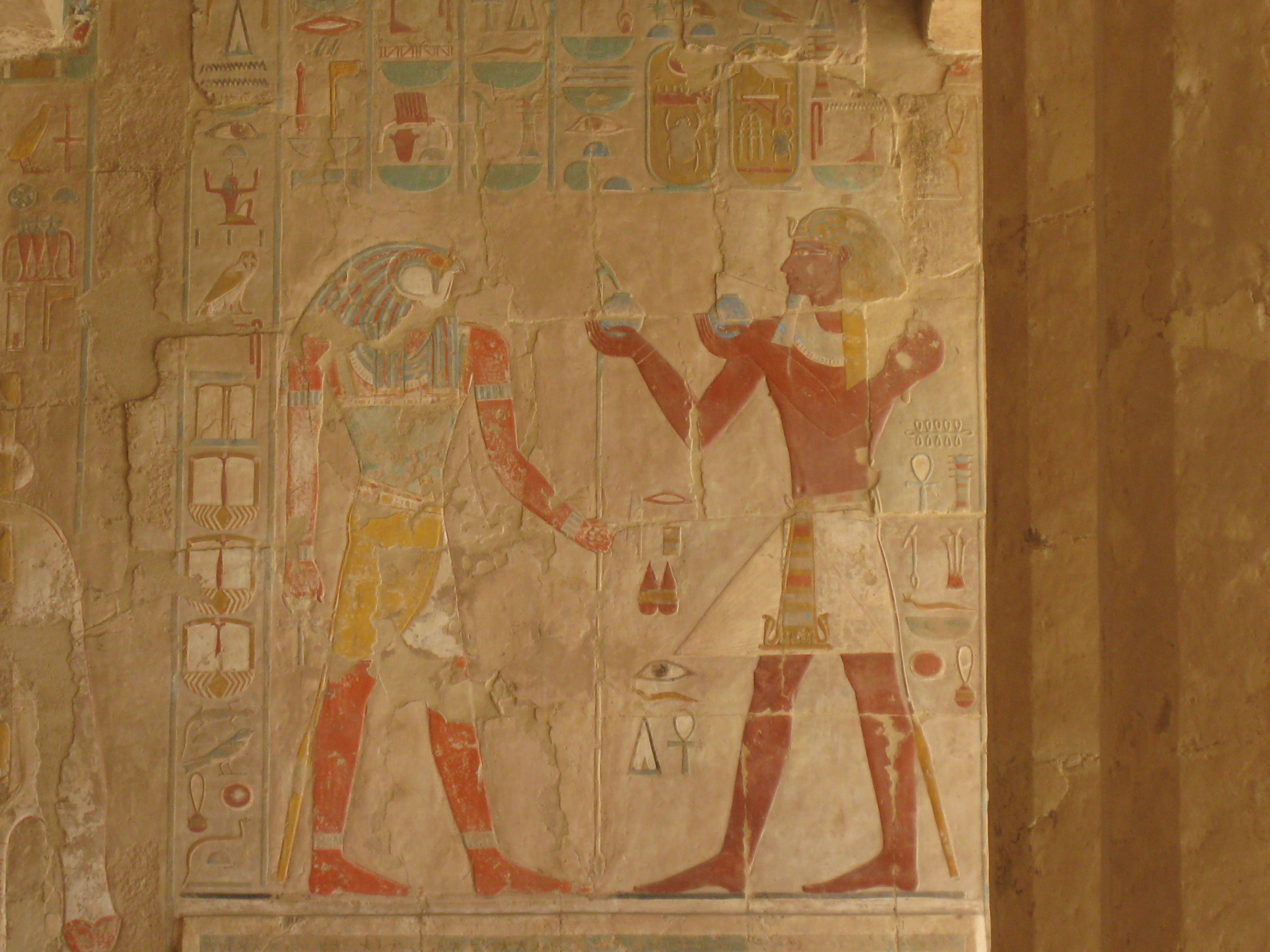
Bassorilievo parzialmente conservato presente nel tempio in cui Thutmose III offre ampolle con vino al dio Sokar.

## Sculture
Il portico della terrazza inferiore è decorato nella metà nord con scene relative ai rituali del Basso Egitto e il trionfo della regina sui nemici sconfitti mentre a sud sono presenti scene quali l'estrazione dalla cava e il trasporto dei grandi obelischi nel tempio di Amon Ra a Karnak durante la festa sed della regina.
Questa bipartizione di temi si ritrova anche nel secondo portico: sul lato sud testi ed immagini parlano di una spedizione nel paese di Punt, una zona esotica sulla costa del Mar Rosso, avvenuta nel IX anno di regno della regina; nel lato nord le scene erano dedicate alla nascita di Hatshepsut con ad esempio il concepimento divino tra il dio Amon e la madre della regina o la stessa Hatshepsut che accompagna il suo vero padre (Tutmosi I) nella visita dei più importanti centri egiziani.
Anche se statue ed ornamenti sono stati rubati o distrutti, sappiamo che la struttura un tempo conteneva due statue di Osiride, un viale costellato di sfingi e molte altre sculture della regina in pose diverse: in piedi, seduta o in ginocchio. Molti di questi ritratti furono distrutti per ordine del figliastro Thutmose III dopo la sua morte.

## Influenza storica

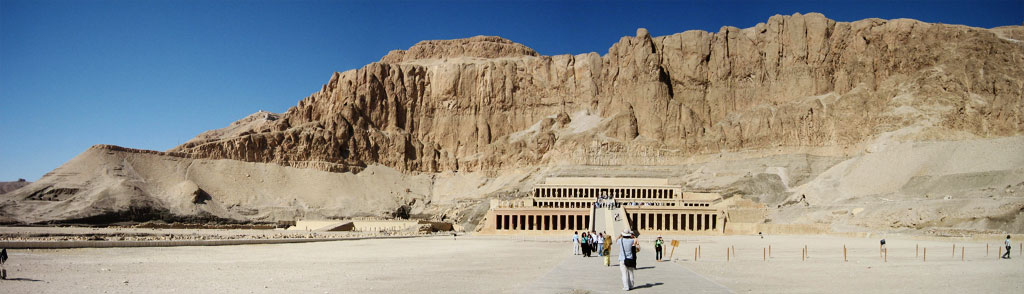
Vista panoramica del tempio funerario

Il tempio di Hatshepsut è considerato il punto di maggior contatto tra architettura egizia e architettura classica. Ottimo esempio dell'architettura funeraria del Nuovo Regno, enfatizza il faraone e include santuari in onore degli dei importanti per la sua vita ultraterrena. Il tutto segna un punto di svolta nell'architettura egizia, che abbandona la geometria megalitica dell'Antico Regno per passare ad un edificio che permetta il culto attivo. La linearità assiale del tempio di Hatshepsut si ritrova negli altri templi del Nuovo Regno.
L'architettura del tempio originario è stata considerevolmente modificata a causa di un'erronea ricostruzione avvenuta all'inizio del XX secolo.